# Estadio de O'Donnell
El Estadio de O'Donnell fue un campo de fútbol de Madrid, España, en el que el equipo del Madrid Football Club disputó sus partidos como local desde 1912 a 1923. 
Fue el primer estadio propio del club tras acordar un alquiler de 1000 pesetas anuales con el propietario del campo, el señor Laureano García Camisón. El recinto necesitó de unos arreglos por los desperfectos del terreno antes de su inauguración en los cuales trabajan además de numerosos aficionados al equipo, jugadores y empleados del club —entre los que se encontraba un jugador del juvenil llamado Santiago Bernabéu—. Tenía unas dimensiones de 115 x 85 metros.
La capacidad final del estadio aproximadamente era de 7.000 espectadores tras la construcción del graderío y la tribuna de preferencia (la cual tenía una capacidad de 216 espectadores).

## Historia

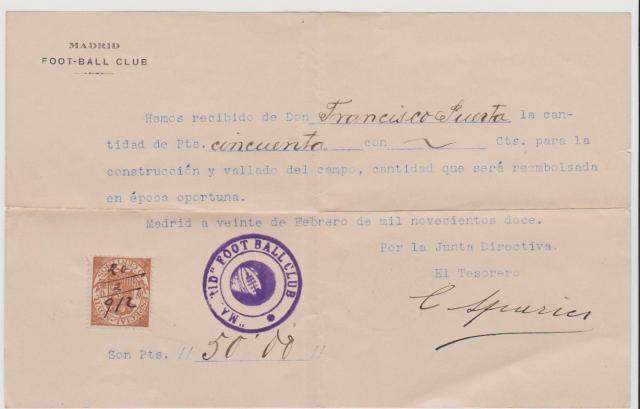
Uno de los recibos de las donaciones para las obras.

Se encontraba situado entre las actuales calles O'Donnell, Narváez (cuya entrada al estadio se encontraba en el número 13), La Elipa (actual Duque de Sesto) y Fernán González. Fue inaugurado el 1 de noviembre de 1912 con un partido del equipo blanco frente al Sporting Club de Irún perteneciente a la Copa Excelsior que terminó con empate a cero. El 3 de noviembre a las 15:45 se volvió a disputar un partido para decidir el campeón. Dirigió el encuentro el árbitro José Manuel Kindelán de la Sociedad Gimnástica Española. El equipo guipuzcoano salió vencedor por 1-4 y el primer goleador de la historia del estadio fue el centrocampista del conjunto irundarra Estomba.
El campo presentaba una medida revolucionaria para la época que consistía en vallar el recinto con una cerca de madera para separar al público —siendo el primer campo de España en contar con dicha característica—, y para evitar el acceso a éste y evitar que se estropease los días que no se disputaba partido. Pedro Parages, presidente del club, avaló el caro coste de la madera, cantidad que junto a los donativos de los más de 400 socios, las aportaciones de los propios directivos como el citado Parages, Carlos Padrós y Federico Revuelto, así como las primeras recaudaciones de los primeros partidos en el recinto, hicieron posible sufragar los costes de una operación que ascendió a las 6.000 pesetas, cantidad elevadísima en la época. Sin embargo, gracias a que se podía cobrar entrada al público los ingresos aumentaron.
En 1914, ante el aumento considerable en el número de socios de la entidad desde los 450 a cerca del millar no solo posibilitó la construcción de una tribuna de preferencia situada en la calle Narváez que daba cabida a 216 autoridades o aficionados distinguidos, además de los directivos del club, sino que pudo sanear las maltrechas arcas madridistas que incluso amenazaron con su desaparición.
Anteriormente a O'Donnell, el club jugaba sus partidos en distintos campos de la ciudad, siendo el último utilizado antes del traslado al terreno de la explanada de la plaza de toros de Goya.
El barrio de Salamanca estaba empezando a ser objeto de nuevas construcciones debido al incremento de la demanda de la población. Dado que el Real Madrid no tenía el terreno en propiedad, el propietario empezó a presionar al club para que se trasladaran y así poder vender el solar destinado a la construcción de pisos. El club comenzó la búsqueda de otro estadio y encontró el Velódromo de Ciudad Lineal.
Se dio la curiosa circunstancia de que el Atlético de Madrid, eterno rival, inauguró unos días después el Campo de O'Donnell, situado entre las calles de O'Donnell, Narváez, Lope de Rueda, Doctor Castelo y Menorca, a escasos 100 metros al sur en la misma calle que el Estadio del Real Madrid.